# يوشينوبو إيشيكاوا
يوشينوبو إيشيكاوا (باليابانية: 石川嘉延؛ بالكانا: いしかわ よしのぶ) هو عالم سياسة وسياسي ياباني، ولد في 24 نوفمبر 1940 في تايوان تحت الحكم الياباني.